# Municipio Amealco de Bonfil
Koordinaten: 20° 9′ N, 100° 6′ W
Amealco de Bonfil ist ein Municipio im mexikanischen Bundesstaat Querétaro. Das Municipio umfasst eine Fläche von 715,4 km². Im Jahr 2010 hatte Amealco de Bonfil eine Bevölkerung von 62.197 Einwohnern. Verwaltungssitz und einwohnerreichster Ort des Municipios ist das gleichnamige Amealco de Bonfil.

## Geographie
Das Municipio Amealco de Bonfil liegt im äußersten Süden des Bundesstaats Querétaro auf einer Höhe zwischen 2100 m und 3100 m. Es zählt zur Gänze zur physiographischen Provinz der Sierra Volcánica Transversal und liegt zu 69 % im Einzugsgebiet des Río Pánuco, der in den Golf von Mexiko mündet, und zu 31 % im Einzugsgebiet des Río Lerma, der in den Pazifik entwässert. Vorherrschende Gesteinstypen sind der Tuff (55 %), Sandstein (18 %), Basalt (9 %), Andesit (6 %) und Dazit (5 %). Bodentyp von 67 % des Municipios ist der Phaeozem, gefolgt von 25 % Luvisol und 5 % Acrisol. Knapp 64 % der Gemeindefläche werden ackerbaulich genutzt, etwa 18 % sind bewaldet, etwa 17 % dienen als Weideland.
Das Municipio Amealco de Bonfil grenzt an die Municipios San Juan del Río und Huimilpan sowie an die Bundesstaaten Michoacán und México.

## Bevölkerung
Beim Zensus 2010 wurden im Municipio 62.197 Menschen in   13.824 Wohneinheiten gezählt. Davon wurden 15.426 Personen als Sprecher einer indigenen Sprache registriert, darunter 14.800 Sprecher des Otomí. Etwa 17,4 % der Bevölkerung waren Analphabeten. 20.467 Einwohner wurden als Erwerbspersonen registriert, wovon gut 76 % Männer bzw. knapp 6,8 % arbeitslos waren. Gut 25 % der Bevölkerung lebten in extremer Armut.

## Orte
Das Municipio Amealco de Bonfil umfasst 159 localidades, von denen nur der Hauptort vom INEGI als urban klassifiziert ist. Zwei Orte wiesen beim Zensus 2010 eine Einwohnerzahl von über 2000 auf, 34 weitere Orte hatten zumindest 500 Einwohner. Die größten Orte sind:
| Ort                                             | Einwohner |
| Amealco de Bonfil                               | 7698      |
| San Ildefonso Tultepec (Zentrum)                | 3204      |
| Santiago Mexquititlán Barrio 5to. (El Pastoreo) | 1794      |
| Santiago Mexquititlán Barrio 1ro.               | 1646      |
| Chitejé de Garabato                             | 1625      |
| El Bothé                                        | 1590      |
| San José Ithó                                   | 1587      |
| Yosphí                                          | 1386      |
| Santiago Mexquititlán Barrio 2do.               | 1288      |
| Santiago Mexquititlán Barrio 3ro.               | 1283      |
| La Soledad                                      | 1236      |
| Santiago Mexquititlán Barrio 4to.               | 1186      |
| San Juan Dehedó                                 | 1166      |
| Mesillas                                        | 1120      |
| San Nicolás de la Torre                         | 1058      |
| San Felipe (Santiago Mexquititlán Barrio 6to.)  | 1011      |
| San Miguel Dehetí                               | 1000      |